# Volkswagen T-Roc
Volkswagen T-Roc je středně velké SUV německé automobilky Volkswagen vyráběné v Portugalsku a Číně. Rozměrově se jedná o vůz mezi větším Tiguanem a menším automobilem T-Cross. T-Roc byl jako koncept představen v roce 2014 na automobilovém veletrhu Geneva Motor Show, do prodeje pak šel na podzim roku 2017. Cena vozu v základní výbavě a s motorem 1.0 TSI je v Česku stanovena na 457 900 Kč.
Na autosalon Geneva Motor Show 2019 je plánováno představení předprodukčního prototypu sportovní verze T-Roc R.

## Specifikace
Volkswagen T-Roc se v benzínové variantě začal prodávat s motory 1.0 (81 kW), 1.5 (110 kW) a 2.0 (140 kW) TSI. Dieselové motory jsou v nabídce dva, a to 1.6 TDI (85 kW) a 2.0 TDI (110 kW). K dispozici je buď 6 rychlostní manuální převodovka nebo 7 rychlostní automatická DSG a pohon předních či všech čtyř kol. Vůz je postaven na platformě Volkswagen Group MQB, tedy na stejné jako má například Škoda Octavia nebo Volkswagen Golf. A jeho koncernovými sourozenci jsou tedy Škoda Karoq či Seat Ateca. 

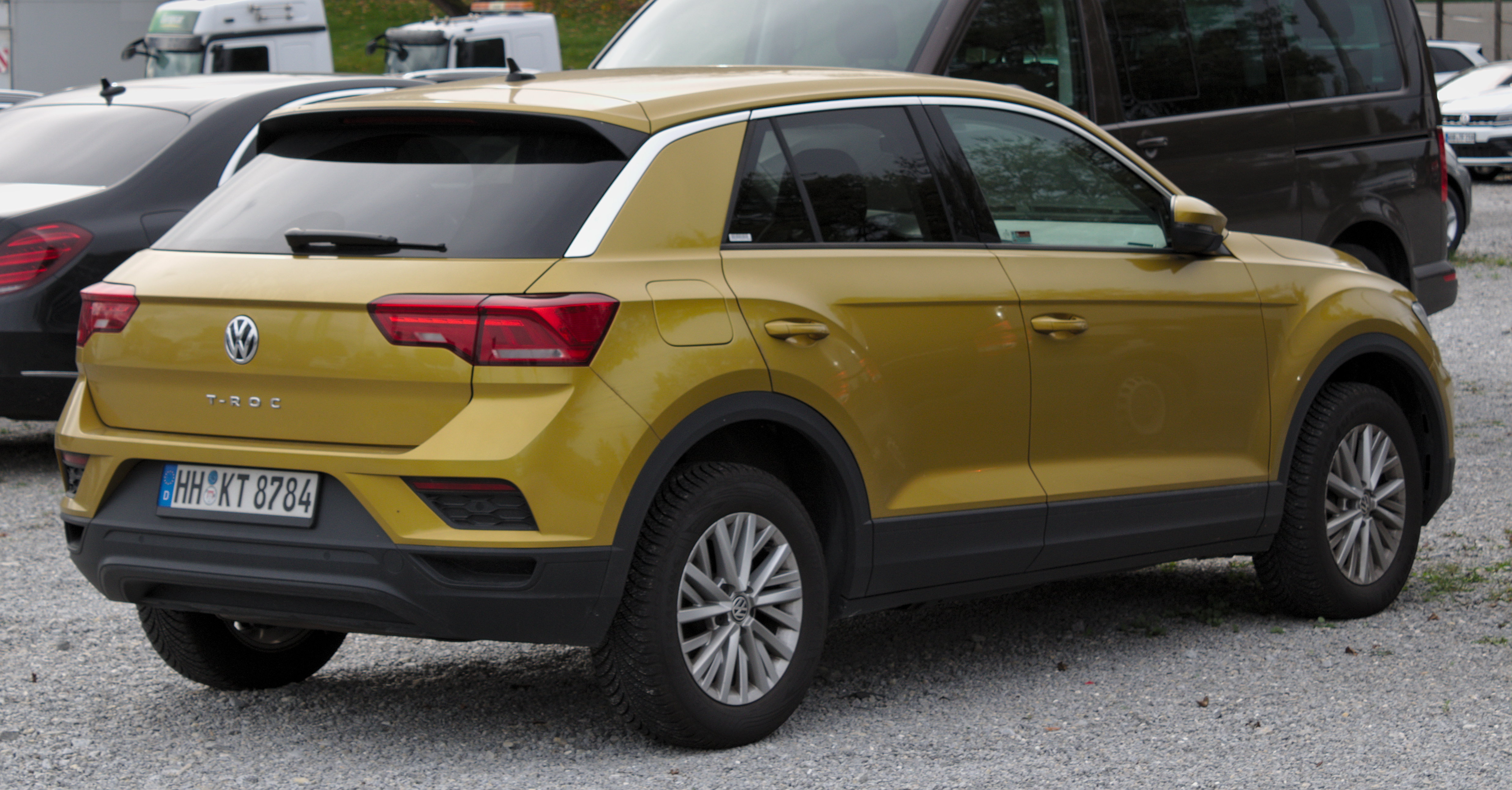
Volkswagen T-Roc zezadu

V nabídkách je množství jízdních asistentů, včetně adaptivního tempomatu, sledování slepého úhlu při změně pruhu nebo asistenta pro upozorňování na překážky před vozem. Objem kufru je 445 litrů s pohonem předních kol, u čtyřkolky jde o 392 litrů.